# Западнословацкий культурный интердиалект
Западнослова́цкий культу́рный интердиале́кт (также западнословацкий интердиалект, западнословацкий культурный диалект, западнословацкий культурный язык; словац. kultúrna západoslovenčina, kultúrna západná slovenčina, západoslovenská kultúrna slovenčina) — одна из областных разновидностей словацкой наддиалектной формы, сложившаяся в XVI—XVIII веках на территории Западной Словакии. Западнословацкий интердиалект выделялся наряду с такими региональными наддиалектными образованиями, как среднесловацкий и восточнословацкий интердиалекты. Он сформировался на основе местных говоров западнословацкого диалекта при значительном влиянии чешского языка. Сфера функционирования и структурные признаки отличали западнословацкий интердиалект от диалектной речи — он образовывал так называемую переходную форму между западнословацким диалектом и чешским литературным языком. В словацкой лингвистической литературе используется термин «культурный язык» (словац. kultúrna slovenčina), в советской и российской лингвистике в основном употребляется термин «интердиалект» или «культурный интердиалект».
По мнению некоторых исследователей словацкого языка, литературный язык у словаков существовал уже в докодификационный период. Его функцию выполнял западнословацкий интердиалект.

## История
Образованию западнословацкого интердиалекта предшествовали интеграционные процессы в западнословацких говорах — в результате междиалектного общения жителей разных регионов Западной Словакии происходило взаимопроникновение языковых элементов разных говоров и складывалась наддиалектная форма разговорной речи. В общении представителей интеллигенции Западной Словакии эта наддиалектная форма испытала значительное влияние чешского литературного языка, в результате чего в XVI веке сложилась своеобразная языковая формация интердиалектного характера — западнословацкий культурный интердиалект. В процессе развития западнословацкого интердиалекта диалектные элементы западнословацкого типа всё больше вытесняли соответствующие элементы чешского языка, что привело к середине XVIII века к существенному преобладанию западнословацких черт в структуре этого культурного интердиалекта. Многие признаки западнословацкого интердиалекта зафиксированы в грамотах, документах, рукописных и печатных литературных произведениях XVI—XVIII веков. На западнословацком культурном языке был написан первый словацкий роман — «Приключения и испытания юноши Рене» (René mlád’enca prihodi a skusenost’i, 1783—1785) Й. И. Байзы, а также роман «Пастушья школа — житница нравов» (Valaská škola mravúv stodola, 1755) Г. Гавловича (Gavlovič H.).
В сравнении с письменностью в Средней Словакии письменные тексты, созданные в Западной Словакии, испытали большее влияние чешского литературного языка. Что объясняется более интенсивными языковыми контактами западнословацкого диалекта (в сравнении со среднесловацким диалектом) с чешским языковым ареалом, а также более значительным распространением в Западной Словакии чешского литературного языка. Кроме того, по мнению Э. Паулини, среднесловацкий диалект, черты которого широко распространялись по всей словацкой языковой территории, обнаруживал тенденцию к образованию на его основе словацкой наддиалектной языковой формы. Поэтому среднесловацкие языковые элементы в отличие от западнословацких легче проникали в словацкую письменность.
Характерной чертой развития средневекового словацкого языка было как распространение среднесловацких диалектных черт в Западной и Восточной Словакии, так и обратное влияние. Так, уже на раннем этапе развития словацких интердиалектных формаций отмечается проникновение элементов западнословацкого интердиалекта в среднесловацкий.
В XVI веке политическое и экономическое значение Средней Словакии, территория которой часто была охвачена народными восстаниями и подвергалась нападениям турецких войск, заметно снизилась. Вместе с этим снизилось и её культурное и языковое влияние на остальные регионы Словакии. Также ещё менее значимым стало влияние Восточной Словакии. В результате чего к XVII веку значительно выросла роль в формировании общесловацкого языка западнословацкого культурного интердиалекта. Ведущие позиции Западная Словакия сохраняла на протяжении всего XVII и начала XVIII века.

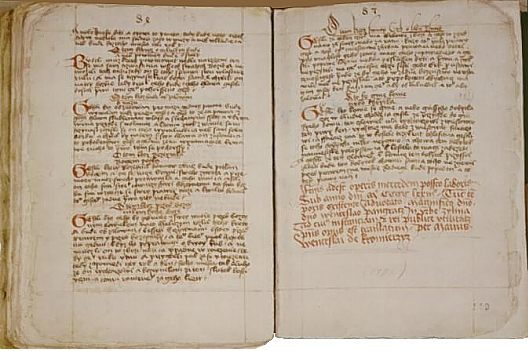
«Жилинская книга» (1378—1561)

Уже с XV века в памятниках чешского языка, созданных на территории Западной Словакии, отмечается появление некоторых элементов западнословацкого диалекта. В частности, в «Жилинской книге» (Žilinská kniha) наблюдаются ошибки в употреблении чешской согласной ř, несоответствия в перегласовках ä > ě; aj > ej; u > i; иногда отсутствие изменения дифтонга ɪ̯e в долгий гласный í; появление форм существительных женского рода единственного числа в творительном падеже s ženú; появление окончания -m в формах глаголов единственного числа 1-го лица настоящего времени. В XVI веке такого рода ошибки становятся систематическими. В этот период на юго-западе Словакии сложился языковой узус, образцом которого стала письменность Трнавы. Характерным для него было сохранение прежде всего тех чешских языковых черт, которые совпадали с чертами местных говоров, в то же время на отбор западнословацких диалектных черт большое влияние оказывал чешский язык, этим объясняется, в частности, отсутствие ассибиляции t’ > c’; d’ > ʒ’ с их последующим отвердением. В целом к варианту западнословацкого культурного интердиалекта, развившемуся в Трнаве, можно отнести такие черты, Как:

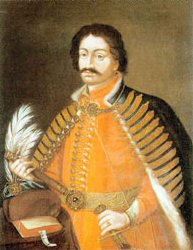
Балинт Балашши

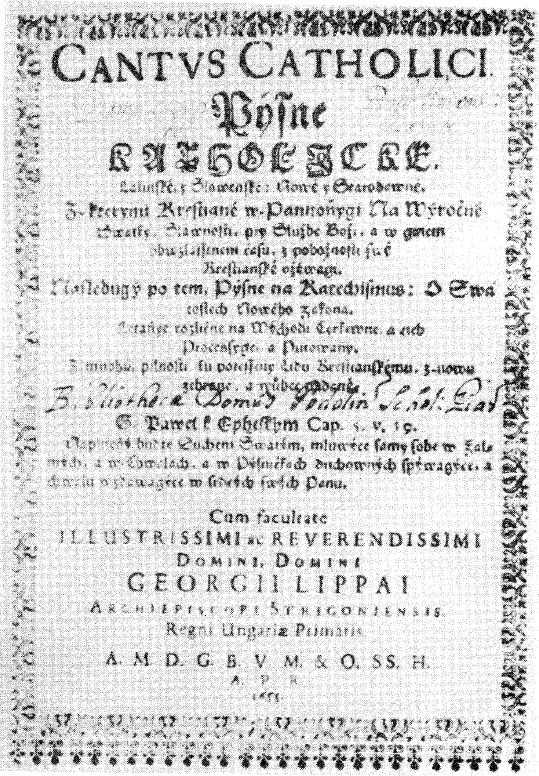
Титульная страница книги Canthus Catholici (1655)

- отсутствие дифтонгов ɪ̯a, ɪ̯e, u̯o;
- отсутствие гласной ě;
- отсутствие согласной ř;
- наличие мягких согласных t’, d’, ň, часто в позициях, сходных с позициями в среднесловацком диалекте, при этом в трнавских говорах имеется только твёрдая n, а t’, d’ ассибилировались;
- неупорядоченное обозначение на письме согласной ʒ: meczi, megi, potwrczeni;
- распространение окончания -ovi в формах одушевлённых существительных мужского рода единственного числа дательного падежа;
- наличие окончания -em, -om в формах существительных единственного числа мужского рода творительного падежа: knezom, mužem;
- в формах существительных мужского рода множественного числа родительного падежа чаще вместо -ov выступало окончание -uv;
- в формах существительных мужского рода множественного числа местного падежа наряду с окончанием -och встречалось изредка окончание -ech;
- в формах дательного и местного падежа единственного числа существительных женского рода отмечалось чередование k — c, h — z, ch — š в основе: ruka — ruce, noha — noze;
- в формах существительных женского рода единственного числа творительного падежа отмечалось окончание -u: se swu manželku, ze zlostu;
- случаи замены форм притяжательных местоимений moj, tvoj, svoj без контракции формами с контракцией: svým и svojím;
- при образовании формы причастий мужского рода на -l типа использовался вставной -o- (wezol, nemohol), иногда также вставной -e- (wezel, nemohel, padel);
- деепричастия употреблялись в следующих формах: prosíc, prosíce, predstúpivše и другие черты.

В среднесловацкий ареал стали проникать элементы западнословацкого культурного интердиалекта, в первую очередь те, которые сохранялись в словосочетаниях или отдельных словах как чешские элементы (peníze, prítel, tým obyczegem), во вторую очередь те элементы, которые уже стали употребительными и приобрели наддиалектный характер (формы без слогового l — dluh, dlužen; формы существительных женского рода единственного числа творительного падежа с окончанием -u: s sestrú svú).
В XVI веке западнословацкий культурный интердиалект использовался преимущественно в административно-деловой письменности, но уже тогда появляются образцы художественной литературы — поэзии и прозы. К ним относятся в частности, поэмы Балинта Балашши. Расцветом же западнословацкого варианта культурного языка был XVII — начало XVIII века.
Одним из примеров эпической поэзии на интердиалекте XVII века являются так называемые «исторические песни» в книге Turolúcky kancionál (1684).

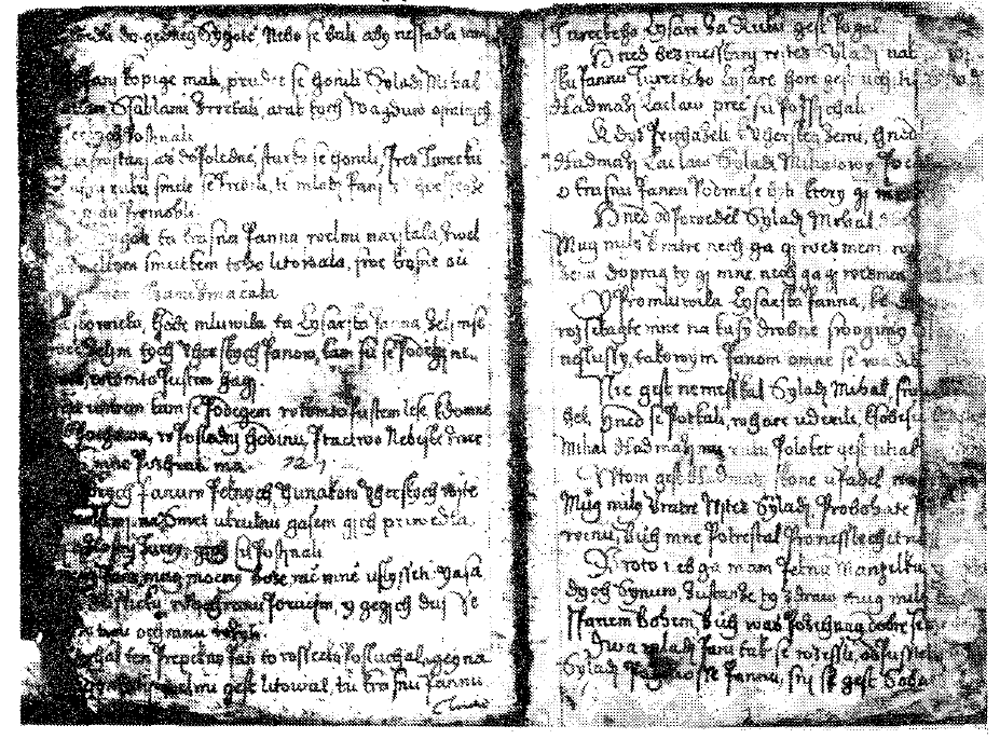
Страницы издания Turolúcky kancionál (1684) — часть песни «Силади и Хадмажи»

Изначально западнословацкий культурный интердиалект использовался образованной частью словаков главным образом в устном общении. Но постепенно его языковые элементы стали проникать в словацкую письменность и явились в конце XVIII века наряду с диалектными особенностями, прежде всего западнословацкими, и особенностями чешского литературного языка основой варианта кодификации словацкого литературного языка, выполненного католическим священником А. Бернолаком. Литературный язык, введённый А. Бернолаком и его последователями, получил название «бернолаковщина» — этот язык использовался до середины XIX века только среди словацкой интеллигенции католического вероисповедания, после чего вышел из употребления, так как в качестве общесловацкой литературной нормы была принята кодификация Л. Штура (с опорой на среднесловацкий диалект) — «штуровщина». Тем не менее после языковой реформы 1852 года, принятой ведущими представителями протестантского и католического течений Словакии, в новой редакции словацкого литературного языка некоторые языковые элементы среднесловацкого типа были заменены на западнословацкие.
Некоторые исследователи истории словацкого литературного языка (Л. Дюрович, К. В. Лифанов) полагают, что западнословацкий интердиалект XVIII века представлял собой литературно обработанную языковую форму. По их мнению словацкий литературный язык у словаков-католиков появился раньше кодификации А. Бернолака. Такого взгляда придерживался в своих ранних работах Э. Паулини, он считал, что уже в первой половине XVIII века у словаков католического вероисповедания имелся в достаточной степени нормализованный язык. Сложившийся на основе чешского литературного языка он настолько сильно подвергся влиянию местных словацких говоров, что его уже трудно было назвать словакизированным чешским языком.

## Основа интердиалекта и его разновидности
Западнословацкий интердиалект возник в результате длительного взаимодействия местных говоров западнословацкого диалекта и чешского литературного языка, употребляемого в Словакии. Для него было характерно особое сочетание чешских и словацких фонетических, грамматических и лексических явлений.
Проблема выявления соотношения чешских и словацких языковых элементов в западнословацком интердиалекте не до конца решена ввиду сложностей, которые связаны с изучением взаимодействия двух близкородственных языков. По данному вопросу имеется два противоположных взгляда, согласно одному из них утверждается об основе и преобладании чешских черт, согласно другому — основой были говоры западнословацкого диалекта. По мнению Л. Н. Смирнова, в основе западнословацкого культурного языка лежит западнословацкий диалект, в разной мере чехизированный у тех или иных авторов. Об этом говорит тесная связь западнословацкого интердиалекта с южными говорами западнословацкого диалекта. К. В. Лифанов полагает, что возникновение западнословацкого интердиалекта связано с постепенными изменениями чешского литературного языка в направлении словакизации. Р. Крайчович называет схему «чешский язык > словакизированный чешский язык > западнословацкий культурный язык (интердиалект)» слишком прямолинейной.
Различают два типа западнословацкого культурного интердиалекта: южный, или трнавский (словац. južný (trnavský)), и северный, или тренчинский (словац. severný (trenčiansky)). Южный тип был распространён среди жителей Трнавы и её окрестностей, а также среди жителей Скалицы и других городов и районов Юго-западной Словакии (характеризовался отсутствием дифтонгов, мягких согласных или их минимальным числом и другими языковыми особенностями). Северный тип был распространён среди населения Тренчина, Жилины и окрестностей этих городов (в нём, напротив, встречались дифтонги, частично мягкие согласные, а также другие языковые особенности). Помимо влияния чешского языка в западнословацком интердиалекте отмечались также влияния латинского и в лексике — немецкого и венгерского языков. Кроме того, речь образованной части населения Западной Словакии могла варьироваться от преобладания в ней чешских языковых элементов до большей близости к западнословацким говорам.